# Christian Conrad Danneskiold-Laurvig
Christian Conrad lensgreve Danneskiold-Laurvig (eller -Laurwigen) (født 12. maj 1723 i København (?), død 9. april 1783 på Rolighed ved Larvik) var en dansk lensgreve, godsejer og søofficer.

## Baggrund
Han var søn af greve Ferdinand Anton Danneskiold-Laurvig. Allerede 17 år gammel blev han fra kadet udnævnt til kaptajn, nærmest på foranledning af marinens daværende mægtige bestyrer, greve Frederik Danneskiold-Samsøe, og uagtet der kort forinden var truffet den bestemmelse, at hensynet til dygtighed skulle være den eneste adkomst til avancement. Danneskiold-Laurvigs karriere, der egentlig mere skyldtes fødsel og indflydelsesrige forbindelser end evner og smuk karakter, var lige så hurtig som glimrende: 1744 forfremmedes han til kommandørkaptajn, 1746 til kommandør, 1755 til schoutbynacht, 1758 til viceadmiral, 1767 til admiral, ja i april 1783 udfærdigedes der endog bestalling som generaladmiral-løjtnant for ham, men han var da få dage forinden afgået ved døden.
I året 1744 udnævntes Danneskiold-Laurvig til militær assessor i Admiralitets- og General-Krigskommissariatskollegiet og 1761 til deputeret i samme kollegium; 1749 blev han marinens generaladjudant, hvilken bestilling han beholdt under hele Frederik V's regering. Foruden disse bestillinger hædredes han desuden 1743 med titlen af kammerherre, 1747 dekoreredes han med Dannebrogsordenen, 1758 med enkedronningens orden, 1764 erholdt han rang med gehejmeråder og 1769 Elefantordenen.
Af større kommandoer har Danneskiold-Laurvig haft følgende: 1748 var han chef for en eskadre på 4 fregatter i Nordsøen; 1762 under den bevæbnede neutralitet førte han en eskadre på 6 linjeskibe og 2 fregatter, med hvilke der overførtes 2700 mand tropper til Slesvig; 2 år senere var han endelig øverstkommanderende for en øvelseseskadre af småfartøjer på Københavns Red.

## Skandalen om greven og jomfru Rose
I året 1760 oprettedes det første privatteater i hovedstaden, væsentlig på foranledning af
Danneskiold-Laurvig. En skuespillerinde, jomfru Mette Marie Rose, blev herved bekendt med greven, hvis udsvævende tilbøjeligheder førte ham til i marts 1765 at forsøge et bortførelsesattentat mod hende, hvori kommandørkaptajn Ole Stephansen også deltog. Hendes fader tog imidlertid sagen så alvorlig, at den til sidst kom kongen for øre. Danneskiold-Laurvig faldt i unåde og fik befaling til ufortøvet at begive sig til sine godser i Norge. Her forblev han indtil 1766 efter flere gange forgæves at have bønfaldet kongen om tilgivelse; først på hans foran nævnte mægtige slægtnings, greve Frederik Danneskiold-Samsøes, forbøn lykkedes det ham at erholde kongens nåde igen, hvorefter han ilede tilbage til hovedstaden efterladende sig et alt andet end godt eftermæle i Norge, hvis befolkning han på grund af sit usædelige levned og sine lidet hæderlige pengeforhold havde opirret i høj grad.

## Inkompetent ledelse af Søetaten
I Danmark havde Frederik Danneskiold-Samsøe med titel af overintendant imidlertid med megen dygtighed, men tillige med streng myndighed bestyret marinens anliggender. På grund af sidstnævnte egenskab havde han erhvervet sig en del uvenner, der tragtede efter at styrte ham. Uagtet det just ikke er bevist, synes dog meget at tyde på, at Danneskiold-Laurvig ved at slutte sig til disse væsentlig har bidraget til, at hans tidligere forsvarer og trofaste støtte blev fjernet fra bestyrelsen, hvilket skete i oktober 1767. Danneskiold-Laurvig overtog hans embede, først med titel af overkrigssekretær og deputeret i General-Krigskommissariatet, senere (14. juni 1769) som intendant over Søetaten, alt til liden både for marinen, der herved kom i hænderne på en dårlig og upålidelig administrator. Følgerne viste sig snart. Flåden kom i forfald, og en ekspedition, som under schoutbynacht F.C. Kaas udsendtes til Algier for at tugte barbarerne, mislykkedes ganske, da de medgivne bombardérfartøjer viste sig at være ubrugelige. Danneskiold-Laurvig fik i den anledning en irettesættelse af kongen. 18. september 1770 afskedigedes han endelig af aktiv tjeneste, og hans embeder inddroges. Han trak sig da atter tilbage til Norge og døde 9. april 1783 på sin ejendom Rolighed ved Larvik. Han er begravet i Vor Frue Kirke i København.
Danneskiold-Laurvig blev 5. september 1743 gift med Dorthe Sophie von Holstein (*15. oktober 1713, †9. juli 1766), datter af stiftamtmand Christian Frederik von Holstein (d. 1747) og Birte Scheel f. von Schack.

## Frimurer
Danneskiold-Laurvig var en fremtrædende frimurer. Den 3. juni 1744 blev han optaget i den københavnske frimurerloge St. Martin og blev samtidig valgt til mester herfor. Derudover blev han i 1749 udvalgt til provinsialstormester for Den Dansk-Norske Provinsial-Storloge, og han oprettede flere loger, deriblandt den første norske loge St. Olaus. Men på grund af sagen om bortførelsen af jomfru Rose måtte Laurvig efterhånden træde i baggrunden i sin rolle som frimurer, og overlod i stedet denne til sin svigersøn baron Friedrich Ludwig Ernst von Bülow.